# Anna Jean Ayres

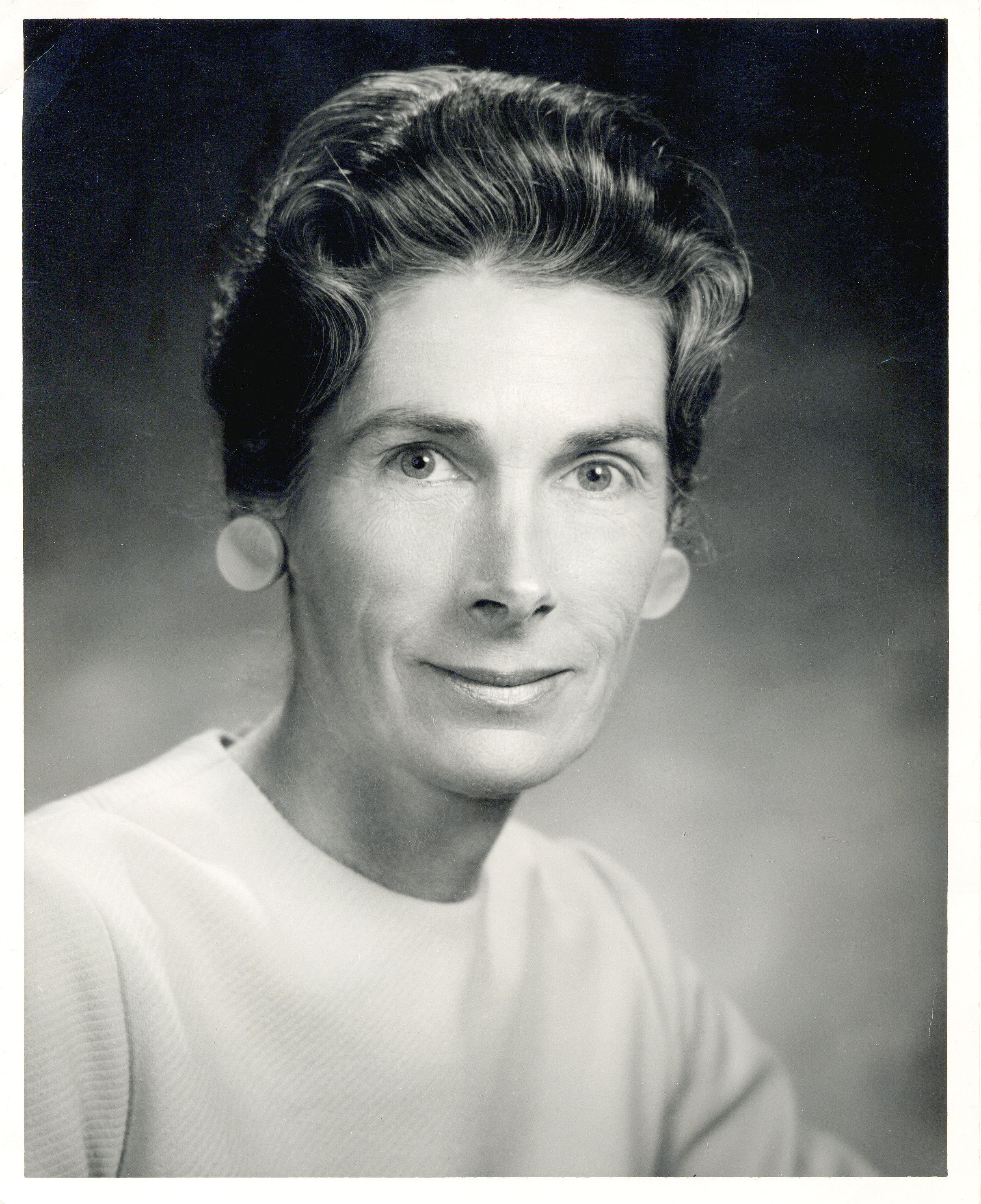
Anna Jean Ayres (undatiert)

Anna Jean Ayres (auch A. Jean Ayres, Jean Ayres; * 1920; † 1989) war eine US-amerikanische Entwicklungspsychologin.
Nach einer Ausbildung und Arbeit als Beschäftigungstherapeutin hat sie Psychologie studiert und ihre Habilitation am Institut für Hirnforschung der University of California in Los Angeles (UCLA) abgelegt.
Als Therapeutin hat sie sich mit neurologischen Auffälligkeiten auseinandergesetzt und die Theorie der sensorischen Integration entwickelt. Dieser Ansatz versucht unterschiedliche motorische Störungen aus fehlerhafter Verarbeitung sensorischer Informationen im Gehirn zu erklären. Zur Therapie dieser Störungen setzte sie am Erlernen grundlegender Verarbeitungsmechanismen an.
1976 gründete sie mit anderen zusammen die Ayres-Clinik in Torrance, USA, in der Kinder behandelt und Therapeuten ausgebildet werden.

## Schriften
- A. Jean Ayres, Jeff Robbins: Bausteine der kindlichen Entwicklung. Die Bedeutung der Integration der Sinne für die Entwicklung des Kindes, 3., korrigierte Auflage, Springer, Berlin 1998, ISBN 3-540-63741-9.